# Roh Gyeong-tae
Dans ce nom coréen, le nom de famille, Roh, précède le nom personnel.
Roh Gyeong-tae (노경태) est un réalisateur, scénariste et producteur sud-coréen, né en 1972.

## Biographie
Après ses études au San Francisco Art Institute en Californie aux États-Unis où il obtient sa maîtrise en arts, Roh Gyeong-tae réalise son premier long métrage Le Dernier Repas (마지막 밥상, 2006).

## Filmographie

### En tant que réalisateur et scénariste
- 2006 : Le Dernier Repas (마지막 밥상)
- 2008 : Land of Scarecrows (허수아비들의 땅)
- 2011 : Black Dove (검은 갈매기)[1]
- 2015 : Black Stone (블랙스톤)

### En tant que producteur
- 2015 : Black Stone (블랙스톤)